# Mouphtaou Yarou
Mouphtaou Yarou, né le 26 juin 1990 à Natitingou au Bénin, est un joueur béninois de basket-ball. Il évolue au poste de pivot.

## Biographie
En novembre 2013, il est nommé meilleur joueur de la 2e journée de la saison régulière de l'EuroCoupe avec une évaluation de 41 (17 points à 7 sur 9, 17 rebonds et 4 passes décisives). Il réalise, lors de la 7e journée de la saison régulière une nouvelle très bonne performance avec une évaluation de 43 (27 points et 18 rebonds).
Fin novembre, il est suspendu par le Radnički Kragujevac pour son manque de respect vis-à-vis de ses coéquipiers et du club, ainsi que pour des problèmes de discipline.
En juin 2014, Mouphtaou Yarou signe au Mans Sarthe Basket pour 2 saisons. Il est le meilleur rebondeur lors de la saison 2015-2016.
En juillet 2016, alors que son contrat se termine, il décide de signer un nouveau contrat d'un an au Mans Sarthe Basket.
En septembre 2017, Yarou rejoint les Sharks d'Antibes.
Yarou termine meilleur rebondeur lors de la saison 2017-2018 avec 9,1 rebonds par rencontre. Il signe un contrat avec les Levallois Metropolitans pour la saison 2018-2019. Il se rompt le tendon d'Achille début février 2019 et manque le reste de la saison.
En mai 2020, Yarou s'engage avec le Boulazac Basket Dordogne, club de première division.

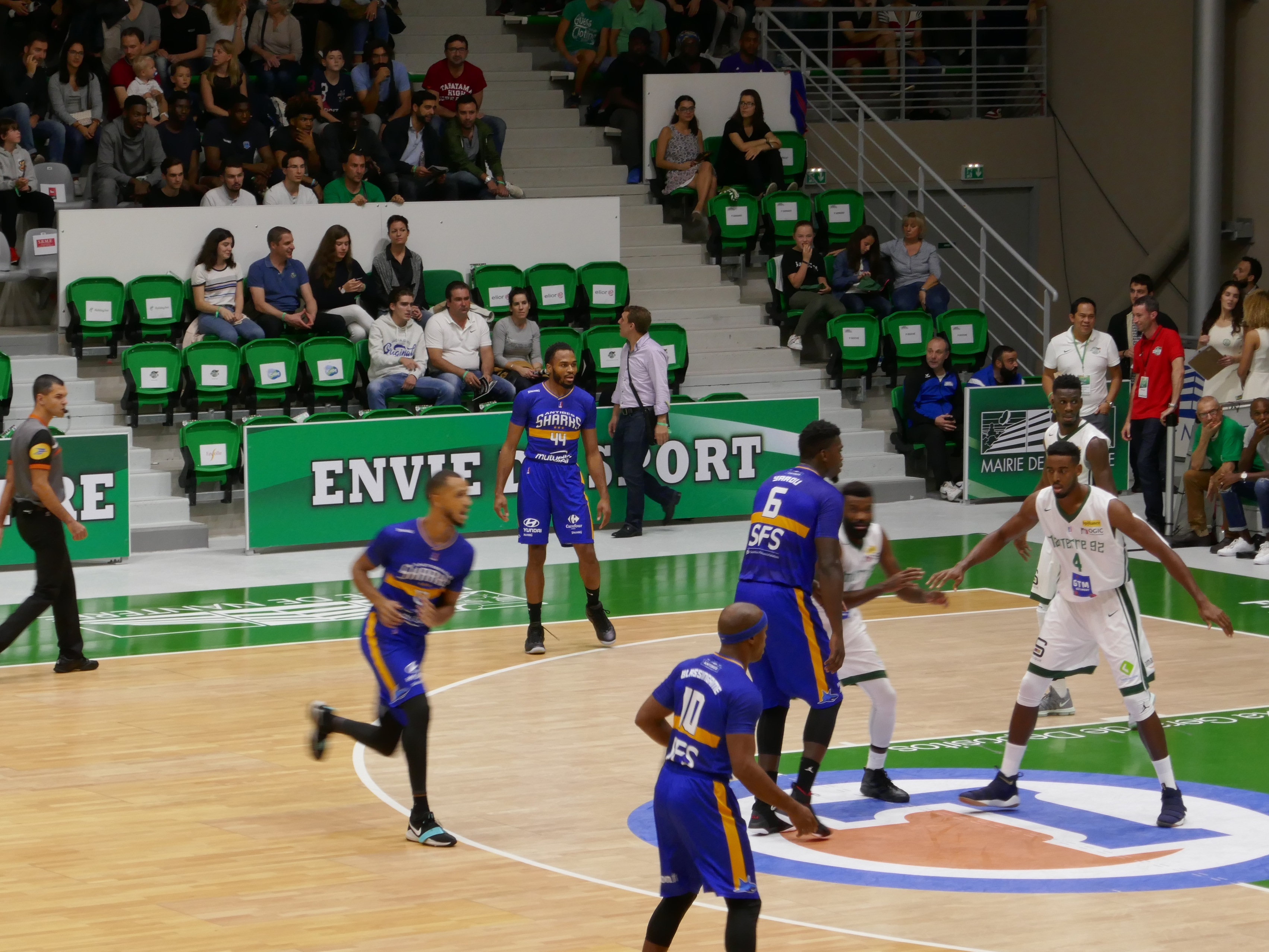
Mouphtaou Yarou en pivot (de dos avec le maillot numéro 6).

Au début de la saison 2021-2022, Yarou joue 3 matches avec Nanterre 92 en première division. En novembre 2021, il rejoint l'Étoile sportive Saint-Michel Le Portel Côte d'Opale pour pallier l'absence sur blessure de Femi Olujobi. Son contrat dure jusqu'à la fin de l'année civile.

## Statistiques
| Saison    | Équipe         | Matches | 5 Majeurs | Minutes | % Tirs | % 3-pts | % L-F  | Rbds off | Rbds def | Rbds | Pass dec | Int | Ctr | B.p. | Fautes | Pts  |
| --------- | -------------- | ------- | --------- | ------- | ------ | ------- | ------ | -------- | -------- | ---- | -------- | --- | --- | ---- | ------ | ---- |
| 2014-2015 | Le Mans        | 32      | 15        | 19      | 54,9 % |         | 75,7 % | 2,6      | 2,9      | 5,5  | 0,3      | 0,2 | 0,1 | 0,8  | 1,3    | 7,3  |
| 2015-2016 | Le Mans        | 33      | 30        | 29      | 52,9 % |         | 68,2 % | 4,2      | 6,6      | 10,8 | 0,9      | 0,3 | 0,2 | 1,4  | 1,7    | 10,0 |
| 2016-2017 | Le Mans        | 30      | 16        | 17      | 43,9 % |         | 73,7 % | 2,0      | 3,6      | 5,6  | 0,6      | 0,4 | 0,1 | 0,7  | 1,1    | 6,0  |
| 2017-2018 | Antibes Sharks | 32      | 29        | 28,5    | 61,8 % | 0 %     | 67,9 % | 3,8      | 5,4      | 9,2  | 1        | 0,4 | 0,3 | 1,2  | 1,9    | 12,8 |